# Clase Havock
La Clase Havock fue una clase de "torpederos destructores" de la Royal Navy . Estos dos buques, el HMS Havock y el HMS Hornet, fueron construidos en Londres en 1893 por Yarrow & Company, fueron los primeros de este tipo de buque completados para la Royal Navy, aunque la pareja equivalente encargada a J.I. Thornycroft, los HMS Daring y HMS Decoy, fue encargada cinco días antes.

## Historia
La invención del torpedo autopropulsado por el capitán de la KuK Kriegsmarine austrohúngara Giovanni Luppis en 1866, combinado con la introducción de pequeños y rápidos buques torpederos a finales del siglo XIX puso en peligro a los acorazados:un gran número de torpederos, podía superar las defensas de los acorazados y hundirlos, o distraerlos para hacerlos vulnerables a los buques capitales enemigos. Los torpederos, habían demostrado ser devastadoramente efectivos en la Guerra civil de Chile de 1891.
La defensa contra los torpederos, estaba clara: pequeños buques de guerra que acompañaran a la flota, capaces de desplegar una cortina ante esta y protegerla de los ataques con torpederos. Varias armadas europeas, desarrollaron buques denominados "cazadores", "contratorpederos" o "destructores", mientras que la Royal Navy operaba cañoneros-torpederos.  Sin embargo, los primeros diseños, carecían de autonomía y velocidad  que les permitieran acompañar a  la flota a la que debían dar protección. En 1892, el tercer lord del mar, el vicealmirante John Fisher ordenó el desarrollo de un nuevo tipo de barco, equipado con las entonces novedosas calderas acuotubulares y cañones de tiro rápido de pequeño calibre.

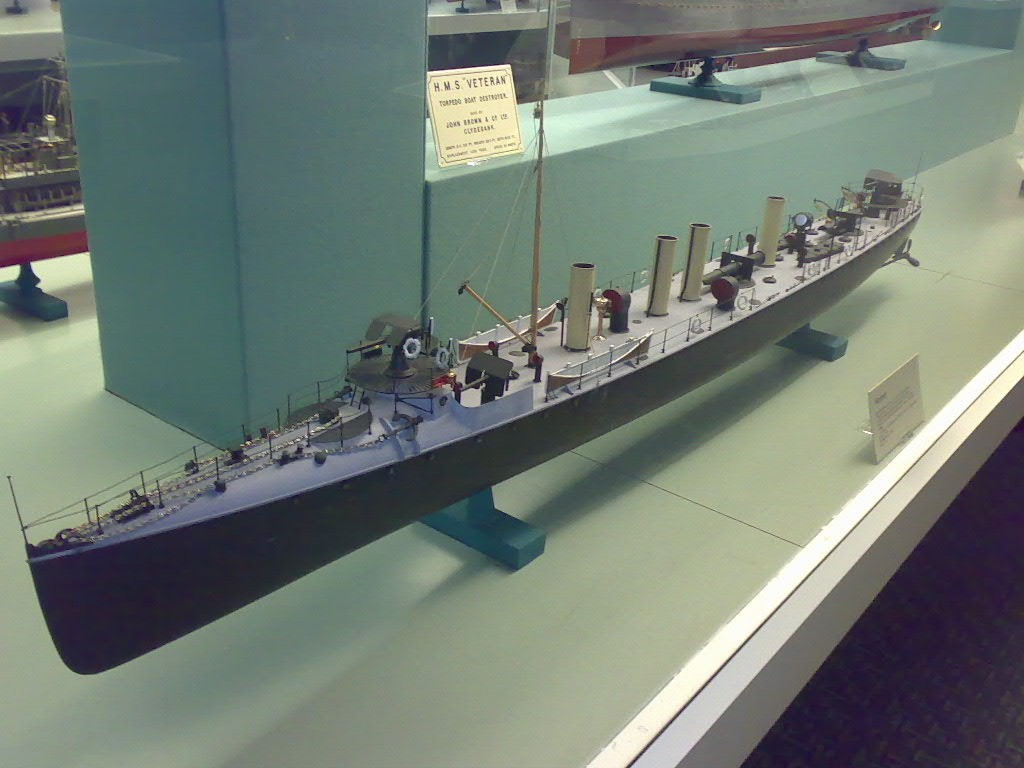
Modelo a escala del HMS Hornet en el museo del transporte de Glasgow.

## Construcción
Se ordenó construir seis buques según las mismas especificaciones del almirantazgo a tres constructores distintos:
- HMS Havock y HMS Hornet a Yarrow.
- HMS Daring y HMS Decoy encargados a John I. Thornycroft & Company (conformando la clase Daring)
- HMS Ferret y HMS Lynx encargados a Laird, Son & Company (conformando la clase Ferret).

Los buques, estaban equipados con castillo de proa en forma de caparazón de tortuga, característico de los primeros "destructores torpederos" británicos. Los seis, fueron retirados del servicio antes de finalizar 1912.

## Historial
El Havock fue el primero en ser botado, el 12 de agosto de 1893. sus pruebas de mar, tuvieron lugar con éxito el 28 de octubre de 1893, y su velocidad máxima, indicaba que sería capaz de proteger a los acorazados. Aunque su tubo lanzatorpedos de proa, tendía a sumergirse haciendo imposible de uso. Esto, era a causa de las proas con forma de tortuga, que dejaron de estar presente en destructores posteriores.
El Havock y el Hornet no llegaron a participar en la Primera Guerra Mundial, siendo desguazados en 1912 y 1909 respectivamente.